# Oaxacacoris cynus
Oaxacacoris cynus är en insektsart som beskrevs av Schwartz och Stonedahl 1987. Oaxacacoris cynus ingår i släktet Oaxacacoris och familjen ängsskinnbaggar. Inga underarter finns listade i Catalogue of Life.